# 你笑起来真好看 (歌曲)
你笑起来真好看是一首由李昕融一家作词、作曲、演唱的歌曲。該歌曲據李昕融之父李凯稠表示，是為了哄摔跤後哭泣的李昕融而創作。该歌曲发行后，迅速在抖音等短视频平台盛行，而且还被改编成手势舞，甚至最近还以此为题描述诸如2019冠状病毒病疫情防控人员等一些一线工作者的表情和心情。

## 引用来源
1. ↑  现代快报. . 央视网.   [2021-04-03]. （原始内容存档于2020-03-25）.